# 米原市立山東小学校
米原市立山東小学校（まいばらしりつ さんとうしょうがっこう）は、滋賀県米原市大鹿にある公立小学校。2011年（平成23年）4月1日に、当時の山東東小学校と山東西小学校が統合してできた小学校である。なお、校舎は山東西小学校の校舎が使われている。時期不明ではあるが、かつては東黒田という名称が使われていた

## 沿革
- 2011年4月1日 - 米原市立山東東小学校と米原市立山東西小学校が統合し米原市立山東小学校が開校

## 学区
- 西学区・志賀谷、北方、菅江、山室、大鹿、堂谷、本郷、加勢野
- 東学区・長岡、万願寺、西山[1]

また、長岡、万願寺、西山についてはスクールバスが運行されている。

## 進学先中学校
米原市立大東中学校